# اگزازولیدین‌دیون
اگزازولیدین‌دیون (به انگلیسی: Oxazolidinedione) یک ترکیب شیمیایی با شناسه پاب‌کم ۹۷۳۸۹ است. 

## نگارخانه